# Kilham (Northumberland)
Pour les articles homonymes, voir Kilham.
Kilham est une paroisse civile et un hameau du Northumberland, en Angleterre. La population de la paroisse civile au recensement de 2001 était de 131 habitants.